# Noorwegen op het Eurovisiesongfestival 1998
Noorwegen nam deel aan het Eurovisiesongfestival 1998 in Birmingham (Verenigd Koninkrijk). Het was de 38ste keer dat Noorwegen deelnam aan het Eurovisiesongfestival. NRK was verantwoordelijk voor de Noorse bijdrage voor de editie van 1998.

## Selectie procedure
Net zoals het vorige jaar, koos men er weer voor om een nationale finale te organiseren.
Deze vond plaats in de studio's van de NRK in Oslo en werd gepresenteerd door Øystein Bache en Rune Gokstad.
In totaal deden er acht artiesten mee aan deze finale en de winnaar werd gekozen door een mix van televoting en jurypunten.
| Volgorde | Artiest                       | Lied                         | Punten | Plaats |
| -------- | ----------------------------- | ---------------------------- | ------ | ------ |
| 1        | Lars A. Fredriksen            | "All I Ever Wanted Was You"  | 56     | 1      |
| 2        | Christin Hoff & Erik Jacobsen | "Bare du og jeg"             | 14     | 6      |
| 3        | Gjermund Elgenes              | "Som en engel"               | 5      | 7      |
| 4        | G'stén                        | "Always Will"                | 31     | 3      |
| 5        | Elisabeth Andreassen          | "Winds of the Northern Seas" | 45     | 2      |
| 6        | Bjelleklang                   | "På do"                      | 23     | 4      |
| 7        | Tore Holm                     | "Nam nam"                    | 4      | 8      |
| 8        | Malin Holberg                 | "En ny mårrån"               | 18     | 5      |

## In Birmingham
In het Verenigd Koninkrijk moest Noorwegen optreden als tweeëntwintigste, na Finland en voor Estland. Na de stemming bleek dat Noorwegen de 8ste plaats had behaald met 79 punten.
Men ontving 1 keer het maximum van de punten.
België en Nederland hadden respectievelijk 4 en 3 punten over voor deze inzending.

### Gekregen punten

#### Finale
| 12 punten           | 10 punten                                                           | 8 punten                                    | 7 punten  | 6 punten      |
| ------------------- | ------------------------------------------------------------------- | ------------------------------------------- | --------- | ------------- |
| - Zweden            | - Slovenië                                                          | - Spanje                                    |           |               |
| 5 punten            | 4 punten                                                            | 3 punten                                    | 2 punten  | 1 punt        |
| - Hongarije - Malta | - België - Estland - Ierland - Israël - Polen - Verenigd Koninkrijk | - Cyprus - Duitsland - Nederland - Portugal | - Finland | - Zwitserland |

### Punten gegeven door Noorwegen

#### Finale
Punten gegeven in de finale:
| 12 punten | Malta               |
| 10 punten | Zweden              |
| 8 punten  | Nederland           |
| 7 punten  | België              |
| 6 punten  | Kroatië             |
| 5 punten  | Verenigd Koninkrijk |
| 4 punten  | Ierland             |
| 3 punten  | Israël              |
| 2 punten  | Hongarije           |
| 1 punt    | Finland             |

1960 · 1961 · 1962 · 1963 · 1964 · 1965 · 1966 · 1967 · 1968 · 1969 · 1970 · 1971 · 1972 · 1973 · 1974 · 1975 · 1976 · 1977 · 1978 · 1979 · 1980 · 1981 · 1982 · 1983 · 1984 · 1985 · 1986 · 1987 · 1988 · 1989 · 1990 · 1991 · 1992 · 1993 · 1994 · 1995 · 1996 · 1997 · 1998 · 1999 · 2000 · 2001 · 2002 · 2003 · 2004 · 2005 · 2006 · 2007 · 2008 · 2009 · 2010 · 2011 · 2012 · 2013 · 2014 · 2015 · 2016 · 2017 · 2018 · 2019 · 2020 · 2021 · 2022 · 2023 · 2024 · 2025